# Amata immaculata
Amata immaculata là một loài bướm đêm thuộc phân họ Arctiinae, họ Erebidae.